# Dioscorea aspera
Dioscorea aspera är en enhjärtbladig växtart som beskrevs av Alexander von Humboldt, Aimé Bonpland och Carl Ludwig von Willdenow. Dioscorea aspera ingår i släktet Dioscorea och familjen Dioscoreaceae. Inga underarter finns listade i Catalogue of Life.